# Blowsight
 (juillet 2012).
Si vous disposez d'ouvrages ou d'articles de référence ou si vous connaissez des sites web de qualité traitant du thème abordé ici, merci de compléter l'article en donnant les références utiles à sa vérifiabilité et en les liant à la section « Notes et références ».
Blowsight est un groupe suédois de rock formé en 2003. Depuis, il a subi quelques changements. Aujourd'hui, le groupe est formé de Nick Red (chant et guitare), de Seb (guitare et chœurs), de Fabz (batterie et chœurs) et de Mao (basse et chœurs).

## Le Groupe

### Biographie
Nick a rencontré leur ancienne bassiste Flavia Canel (anciennement membre de Drain) à une fête près de Stockholm dans un petit club de rock miteux et ont commencé à parler musique comme des vrais geeks passionnés. Ils remarquèrent qu'ils avaient les mêmes influences. Seb les a rapidement rejoints ainsi que Toni Baioni. Jusqu’à ce qu’ils demandent à Fabz de remplacer Toni à la batterie. Il ne devait rester que quelque temps mais a finalement décidé de rester avec Blowsight.
Après quelques semaines ils se retrouvèrent dans une salle de répétitions, rassemblant des idées de chansons. 
Mais quelques années plus tard, Flavia finit par quitter le groupe et est remplacée par Mini. Appelé par un autre groupe, Mini quitte Blowsight en février 2011 avant d’être remplacé par Mao depuis le 1er septembre 2011.
D'EP en démos, ils ont sorti finalement deux albums : Destination Terrorville (juin 2007) & Dystopia Lane (octobre 2010). Un 3e album est en cours de création.
Mais les Blowsight sont avant tout des "performers", ils savent chauffer une salle, jouer avec le public.

### Origine du nom
Blowsight est une transcription phonétique (et à la fois un jeu de mots) de "blowsite". Il n'y a pas de traduction littérale mais il faut juste comprendre le sens : "blow" est un "coup" et "site" c'est un "site", un "lieu". Par exemple, un blowsite c'est ce qui est arrivé aux ‘’Tours Jumelles’’ (on a donc l'idée de quelque chose d'assez énorme et puissant). Et pour avoir l'exclusivité ils ont changé le "site" en sight (la vue), ce qui fait que phonétiquement parlant c'est la même chose, à l'écrit c'est différent. On peut le prendre au sens "s'en prendre plein la vue", que c'est un groupe qui déchire.

### Membres
- Formation Actuelle
  - Nick Red : chant & guitare
  - Fabz : batterie & chœurs
  - Seb : guitare & chœurs
  - Mao : basse & chœurs

- Ex-membres
  - Henrik Linder alias Mini : basse
  - Flavia Canel : basse
  - Tony Baioni : batterie

- Festivals 2011
  - Miche (bassiste du groupe Degradead) : basse

## Discographie

### Démos et EP avant 2007
Démos Reality (2003)

01. When you're Drunk

02. Breather

03. Lonely

04. What if
Démos: Only Time Will Tell (2004)

01. Bus Girl

02. Needle

03. Breather

04. Friday Hole
EP SheDevil (2004)

01. SheDevil (Ancienne Version)

02. Troubled Mind

03. Friday Hole

04. Dance

05. Three Years
CDM SheDevil (2005)

01. SheDevil (Ancienne Version)

02. Suddenly

03. Intruders

04. Red Eyes (Ancienne Version)

05. Toxic (reprise de Britney Spears)
EP I'll Be Around (Février 2007)

01. I'll Be Around

02. Toxic (Reprise de Britney Spears)

### Destination Terrorville 2007 & 2009

#### Titres
Destination Terrorville (Juin 2007)

01. SheDevil

02. All That Is Wrong

03. Terrorville

04. If You Were Me

05. The Simple Art (Of Making You Mine)

06. Thought Of Bride

07. How I Get What I Deserve

08. Over The Surface

09. In The Position

10. Red Eyes

11. Bus Girl (bonus)
Destination Terrorville (réédition sortie le 21 août 2009)

01. SheDevil

02. All That Is Wrong

03. Terrorville

04. If You Were Me

05. The Simple Art (Of Making You Mine)

06. Thought Of Bride

07. How I Get What I Deserve

08. Over The Surface

09. In This Position

10. Red Eyes

11. Bus Girl

12. Teenage Rockstar (bonus)

#### Description
Destination Terrorville est rempli de chœurs et mélodies envoûtants ainsi que des riffs de guitare qui nous emportent. 
Avec des chansons comme «The Simple Art (Of Making You Mine)» ou «How I Get What I Deserve», on monte d’un ton et vos sens seront en alerte. Les lignes de basses sur ces chansons sont importantes et leur signature bien présente. La batterie, quant à elle, mène la cadence sans pour autant prendre le dessus sur les guitares.

### Dystopia Lane 2010

#### Titres
Dystopia Lane (29 octobre 2010)

01. I Wish You 666

02. Three Words (Under Ordinary)

03. Invisible Ink

04. Wake Up Dead

05. Things Will Never Change

06. Miracle

07. Bandit For Life

08. Blue Hair

09. Days Of Rain

10. Based On A True Story

11. Standby Button

12. Compassion For A Dream

13. Poker Face (reprise de Lady Gaga)

14. Dystopia

#### Description
Pour vous donner une petite idée du style de musique dont on est témoin ici, vous devrez imaginer un mélange de nouveau et moderne métal possédant des éléments pop et punk. On passe de morceaux puissants à d’autres beaucoup plus doux, avec toujours cette touche qui nous fait dire que c’est bien Blowsight que nous sommes en train d’écouter.
Dystopia Lane est un réel melting-pot de couleurs musicales !

### EP Shed Evil 2011

#### Titres
Shed Evil (29 juillet 2011)

01. Magic Eight Ball

02. The Girl & The Rifle

03. The Sun Behind the Rain

04. As Wicked as They Come

05. Live Die Surrender

#### Description
L'EP Shed Evil, dans la veine de Destination Terrorville, est l'opus le plus heavy du groupe à ce jour. 5 titres annonciateurs des couleurs du très attendu 3e album.
Blowsight démontre encore une fois qu'ils savent surprendre et se réinventer,.

### Prochain album, sortie courant 2012

#### Description
À la suite de la sortie de cet album qui devrait être dans la veine de l'EP et être un peu plus heavy encore, le groupe partira en tournée en 1re partie du groupe Oomph! cet automne.

### Singles & Extras 2007 à maintenant
Toxxxic (13 novembre 2009)

01. Toxic (reprise de Britney Spears)

02. Teenage Rockstar (Itsnotaperfectworldsowhyactlikeitis Version)
Poker Face (26 février 2010)

01. Poker Face (reprise de Lady Gaga)
Bandit For Life (21 mai 2010)

01. Bandit For Life
X&O - Pato Pooh en duo avec Nick Red (21 septembre 2010)

01. X&O 

Ce titre a été créé pour être sur la compilation This is Swedish Hip Hop Evolution
Days of Rain (14 janvier 2011)

01. Days of Rain (Radio Edit)

02. Bus Girl (Live 2010)
Days of Rain (Édition spéciale EP - 1er juillet 2011)

01. Days of Rain (Édition Radio)

02. Bus Girl (Live 2010)

03. Bandit For Life (Live 2010)

04. Thought of Bride & SheDevil (Live 2010)

05. Days of Rain (Version Album)

## Vidéographie

### Clips
- Breather en 2004
- Red Eyes en 2006
- Bandit for Life en 2010
- Days of Rain en 2011

### DVD
- Days of Rain - DVD Édition Limitée (15 février 2011)
  - 01 EPK (Présentation du groupe)
  - 02 Days Of Rain (Videoclip)
  - 03 Days Of Rain (Making Of)
  - 04 Wacken Attacken! (Annonce du groupe pour le Wacken Festival)
  - 05 Bus Girl (Live)
  - 06 Bandit For Live (Live)
  - 07 Thought Of Bride & Shedevil (Live)

## La Scène

### 1ères parties
- tournée avec Takida (avril 2008)
- tournée avec Blind à travers l'Allemagne et la Suisse (du 17-10-08 au 24-10-08)
- tournée avec Cinema Bizarre à travers l'Europe (26-12-08 à Bochum 27-12-08 à Hambourg et du 19-09-09 au 09-10-09)
- tournée avec Kottak à travers l'Europe (du 02-02-10 au 26-02-10)
- date avec Scorpions à Leipzig (Allemagne) : le 7 mai 2010
- tournée avec Sonic Syndicate à travers l'Europe (du 24-09-10 au 11-12-10)
- tournée avec Oomph! à travers l'Europe (du 22-09-12 au 19-10-12)

### Têtes d'affiche
- Essen (Allemagne) : le 7 août 2010 à Essen (dont tournage du clip ‘’"Bandit for Life"’’ & du DVD)
- Tournée Shed Evil Tour 2011 à travers l’Europe (du 01-11-11 au 12-11-11)
- Stockholm (Suède) : le 8 avril 2012

### Festivals
- Rock Off Festival, juillet 2007
- Masters Of Rock, 10 juillet 2009
- Loreley Open Air, 6 août 2010
- Bandit Boat 11, 13 mai 2011
- Getaway Rock Festival, 9 juillet 2011
- Wacken Open Air, 6 août 2011
- Masters of Rock Winter, 26 novembre 2011